# 大崎支線

大崎付近概略図

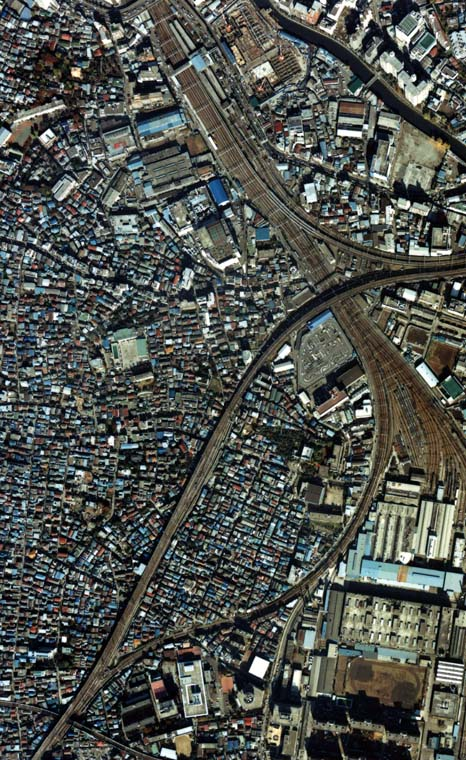
左上の大崎駅から左下の蛇窪信号場（東急大井町線交差部）に、右に大きく湾曲する線が「大崎支線」である。ここを通って山手貨物線から横須賀線（品鶴線）線路に短絡したのが湘南新宿ラインの大きな特徴。

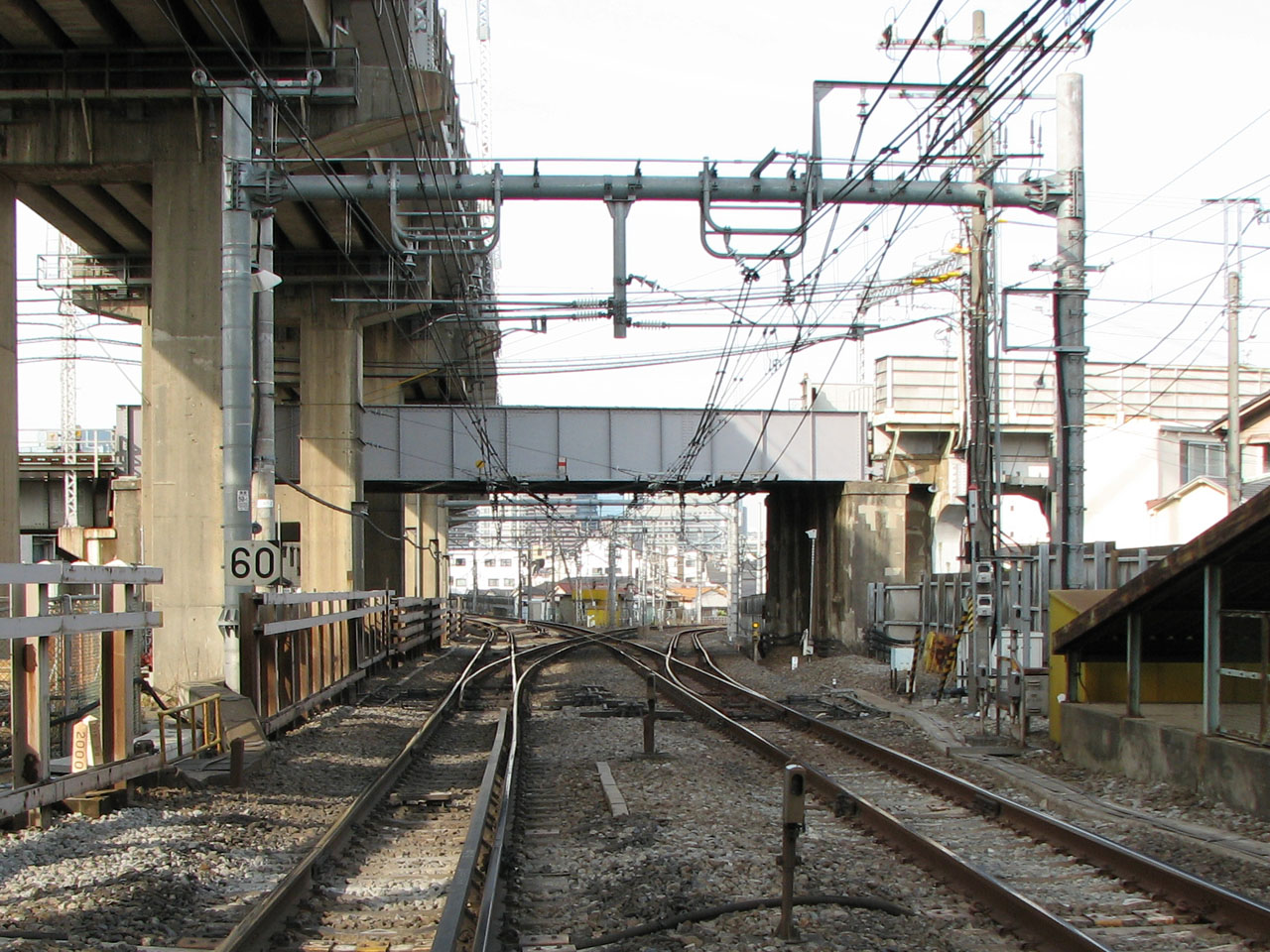
旧蛇窪信号場
左奥が横須賀線電車の走る品鶴線。右奥が大崎支線。線路上空を横断している橋梁は東急大井町線。線路左側に並行する高架は新幹線

大崎支線（おおさきしせん）は、東日本旅客鉄道（JR東日本）の東海道貨物支線（横須賀線・品鶴線）品川駅 - 西大井駅間にある旧・蛇窪信号場と山手線大崎駅とを結ぶ線路の通称。全長は約2 kmに及び、複線・電化の設備を有しているが、全区間が大崎駅構内となるため、正式な路線とはみなされていない。蛇窪支線とも呼ばれる。新宿方面と横浜・羽沢横浜国大方面を直通するルートを構成し、湘南新宿ラインの列車および相鉄線直通列車が通行する。

## ルート概要
西大井駅から品川駅方向にしばらく進むと、東急大井町線下神明駅付近の高架をくぐったあたりに右側への分岐箇所が見えてくる。これが旧蛇窪信号場で、直進側は品鶴線、右に分岐するのが大崎支線となる（この分岐箇所より500 mほど西大井駅方向に大崎支線の起点は存在する）。分岐して間もなくすると左カーブとなり、右側にJR東日本の東京総合車両センター（旧・大井工場）が面している。センターの敷地に沿って左へ急カーブを曲がり続けると、上下線間の地下から、2002年（平成14年）12月に開業した東京臨海高速鉄道りんかい線の複線の線路が上がってくる。やがてりんかい線と平行して、先ほど別れた東海道貨物線（品鶴線）と東海道新幹線のガードをくぐり、りんかい線と相互に合流しながら大崎駅に進入する。

## 沿革
大崎支線は、東海道貨物線と山手貨物線を短絡するために建設され、1934年（昭和9年）12月1日に開通した。開通当初から貨物輸送の大動脈としての役割を担い、旅客列車はスーパービュー踊り子号、通勤ライナーや臨時列車などが運転されるにとどまっていたが、2001年（平成13年）12月からは湘南新宿ラインのルートとなり、旅客列車本数が大幅に増加した。また、りんかい線大崎駅乗り入れ工事の際には大崎支線の上下線の間にりんかい線トンネルの出口を設ける形としたため大規模な線路切換工事を行い、線形を改修した。2019年（令和元年）11月30日からは相鉄線直通列車も大崎支線を経由している。

### 短絡線構想
湘南新宿ラインの大増発に伴い品鶴線との合流点である旧蛇窪信号場の平面交差がダイヤ上のボトルネックになっているため、大崎駅との間に旅客列車専用の短絡線を新設して平面交差を解消する構想が持ち上がった。
平面交差支障を解決する方法としては立体交差化があるが、2005年にJR東日本の東京工事事務所から立体交差化とその代替方法の検討報告が出されたところによると立体交差化では施工延長が長く、地域住民への影響が甚大となることから、品鶴線（横須賀線）上り線から山手貨物線（恵比寿・新宿方面）への単線の短絡線を建設することがより現実的な計画として示された。
短絡線はR160の急曲線と35‰の急勾配が発生するため上り「電車」専用となる見込みで、大崎支線の複線は貨物列車の運行のために維持されることになる。
また、15両編成の列車（約300 m）が、先行列車が停車中で大崎駅のホームに入れない場合に、短絡線部分だけでは横須賀線上り電車を支障せずに待避出来る距離が足りないため、大崎駅の上り線ホームをやや北へ移設することとしている（事業計画の大崎駅構内一部改良の約0.5 kmが該当）。
2006年にはJR東日本から環境アセスメントのため、大崎短絡線を約0.6 km、大崎駅構内一部改良を約0.5 kmとする延長約1.1 kmの事業計画が示され、工期は約4年間と見積もられている。
しかし短絡線建設予定地を支障しているマンションの立ち退きが難航していることもあり、上述のアセスメントは2007年に調査計画書に対する東京都知事の審査意見書が送付されたのを最後に進んでいない。
なお、大崎短絡線は神奈川東部方面線事業の関連事業にも含まれている。

## 運賃計算の特例
大崎支線は専用の管理キロを持っており、大崎駅6, 7番線の中心付近には「2km018m大崎支線」の標識がある。ただし、前述したとおり大崎支線は営業線とみなされていない（時刻表の路線図にも載っていない）ため、湘南新宿ライン等大崎支線を通る列車の運賃は、実際には経由しない品川経由の営業キロに基づき計算されている。